# Randolph Scott
George Randolph Scott (23 tháng 1 năm 1898 - 2 tháng 3 năm 1987) là một diễn viên điện ảnh người Mỹ có sự nghiệp kéo dài từ năm 1928 đến năm 1962. Trừ ba năm đầu tiên trong sự nghiệp điện ảnh, Scott xuất hiện với vai trò diễn viên chính trong một loạt các thể loại, bao gồm phim bộ truyền hình tâm lý xã hội, phim bộ truyền hình tội phạm,hài kịch, nhạc kịch (mặc dù trong vai diễn không ca hát và nhảy múa), phim phiêu lưu, phim chiến tranh, phim kinh dị và kỳ ảo. Tuy nhiên, hình ảnh vững chắc nhất của ông là vai diễn người anh hùng cao bồi Viễn Tây. Trong số hơn 100 vai diễn của ông có hơn 60 vai là cao bồi miền Tây; do đó, "trong tất cả các ngôi sao lớn có tên được gắn với phim cao bồi miền Tây, Scott là diễn viên được coi là gần gũi nhất với thể loại này."

## Phát thanh
| Năm  | Chương trình            | Tập/nguồn             |
| ---- | ----------------------- | --------------------- |
| 1945 | Screen Guild Players    | Belle of the Yukon    |
| 1945 | Old Gold Comedy Theatre | A Lady Takes a Chance |

### Sách tiểu sử
- Crow, Jefferson Brim, III. Randolph Scott: The Gentleman From Virginia. Silverton, Idaho: Wind River Publishing, 1987. ISBN 0-940375-00-1.
- Everson, William K. The Hollywood Western: 90 Years of Cowboys and Indians, Train Robbers, Sheriffs and Gunslingers, and Assorted Heroes and Desperados. New York: Citadel Press, 1992, First edition 1969. ISBN 978-0-8065-1256-3.
- Halliwell's Film Guide 2008 (Halliwell's the Movies That Matter). New York: Harper Collins, 2008. ISBN 978-0-00-726080-5.
- Mueller, John. Astaire Dancing: The Musical Films. New York: Alfred A. Knopf, 1985. ISBN 0-394-51654-0.
- Nott, Robert. The Films of Randolph Scott. Jefferson, North Carolina: McFarland & Company, 2004. ISBN 0-7864-1797-8
- Nott, Robert.  Last of the Cowboy Heroes: The Westerns of Randolph Scott, Joel McCrea, and Audie Murphy. Jefferson, North Carolina: McFarland, 2005, First edition 2000. ISBN 978-0-7864-2261-6.
- Scott, C.H. Whatever Happened to Randolph Scott? Madison, North Carolina: Empire Publishing, 1994. ISBN 0-944019-16-1.